# Woodstock, Ohio
Woodstock là một làng thuộc quận Champaign, tiểu bang Ohio, Hoa Kỳ. Năm 2010, dân số của làng này là 305 người.

## Dân số
- Dân số năm 2000: 317 người.
- Dân số năm 2010: 305 người.